# Центральная городская библиотека (Салават)
Центральная городская библиотека Салавата — крупнейшая библиотека города Салавата.

## История
Библиотека была образована в городе Салавате в 1951 году. Библиотека располагалась в бараке на улице Строителей.
Первым директором библиотека была Чистякова Маргарита Ивановна. Книжный фонд библиотеки в старом здании насчитывал 2600 экземпляров.
После переезда в новое здание на площади Ленина в 1958 году библиотека стала центральной в городе. В библиотеке есть большой читальный зал, абонемент, зал каталогов. методические кабинеты.
С 1972 года 9 библиотек города объединились на базе Центральной библиотеки с единым книжным фондом и единым коллективом. Директор Центральной библиотечной системы — Чаплыгина Л.
С 1981 года директором Центральной городской библиотеки стала Гончаренко Татьяна Дмитриевна.
В настоящее время библиотека является ведущей библиотекой и методическим центром города Салавата, Библиотека оснащена 12 компьютерами, подключенными к интернету, копировальной техникой.
На базе Сектора деловой информации библиотеки открыт Центр правовой информации с автоматизированной базой данных ФАПСИ. На базе библиотеки открыт центр правовой информации с «Банком правовых актов», «Официальными периодическими изданиями» Федерального агентства правительственной связи, который включает в себя законодательные документы официального характера. Есть также банк данных по законодательной базе Башкортостана.
С 1998 года в библиотеки оказывают платные услуги.
Библиотека имеет 9 филиалов, среди них филиал № 4, специализирующийся на краеведческой литературе, филиал № 2, специализирующийся на детской и юношеской литературе, филиал № 5, специализирующийся на книгах по искусству (зав. Валентина Ивановна Кочнева), филиал № 9 (библиотека «Созвездие народов» ул. Салавата Юлаева, 34) — фонд научно-популярной, методической и репертуарной литературы, аудио-видео-фототеки по народному творчеству.

## Фонды
В настоящее время[когда?] книжный фонд библиотеки составляет 110 тыс. книг, огромный выбор периодических изданий:
200 наименований газет и журналов, включая 35 местных и республиканских изданий (журналы «Ватандаш», городские газеты «Выбор», «Уныш» и др) на русском, башкирском и татарском языках.